# Урулюнгуйское сельское поселение
Урулюнгуйское се́льское поселе́ние — муниципальное образование в Приаргунском районе Забайкальского края Российской Федерации.
Административный центр — село Урулюнгуй.
24 июля 2020 года упразднено в связи с преобразованием Приаргунского муниципального района в муниципальный округ.

## История
Статус и границы сельского поселения установлены Законом Читинской области от 19 мая 2004 года «Об установлении границ, наименований вновь образованных муниципальных образований и наделении их статусом сельского, городского поселения в Читинской области».
Закон Забайкальского края от 25 декабря 2013 года № 922-ЗЗК «О преобразовании и создании некоторых населенных пунктов Забайкальского края»:

## Население
| 2010 | 2011 | 2012 | 2013 | 2014 | 2015 | 2016 |
| ---- | ---- | ---- | ---- | ---- | ---- | ---- |
| 805  | ↘803 | ↘792 | ↘784 | ↘775 | ↘768 | ↘750 |
| 2017 | 2018 | 2019 | 2020 |      |      |      |
| ↘739 | ↘728 | ↗730 | ↗731 |      |      |      |

## Состав сельского поселения
| № | Населённый пункт | Тип населённого пункта       | Население |
| - | ---------------- | ---------------------------- | --------- |
| 1 | Урулюнгуй        | село, административный центр | ↘724      |
| 2 | Урулюнгуй 2-й    | село                         |           |